# Cocaine Bear (beer)
Cocaine Bear, ook bekend als Pablo Eskobear (soms gespeld als Escobear) of Cokey the Bear was een Amerikaanse zwarte beer van 79 kilogram die in 1985 overleed aan een overdosis cocaïne. De cocaïne was door drugssmokkelaars achtergelaten in de bossen van Tennessee in de Verenigde Staten. De beer werd dood aangetroffen in het noorden van Georgia, waarna de beer werd opgezet en tentoongesteld in een winkelcentrum in Kentucky. Dit inspireerde de film Cocaine Bear die in 2023 uitkwam.

## Geschiedenis
Op 11 september 1985 smokkelde voormalig drugsagent Andrew C. Thornton II cocaïne vanuit Colombia naar de Verenigde Staten. Nadat Thornton en een handlanger een pakket hadden bezorgd in Blairsville, Georgia, vertrokken ze in een vliegtuig dat ze zelf bestuurden: de Cessna 404 Titan . Onderweg liet het duo een lading van 40 plastic verpakkingen met cocaïne in de wildernis vallen voordat ze uit het vliegtuig sprongen in Knoxville, Tennessee. Thornton overleefde de val niet omdat zijn parachute niet uitklapte. Volgens de FBI heeft Thornton de cocaine uit het vliegtuig gegooid omdat het vliegtuig te weinig kracht had om twee mannen én de cocaïne te dragen.
Op 23 december meldde de recherche van Georgia een zwarte beer te hebben gevonden die een grote hoeveelheid cocaïne had opgegeten. De containers bevatten ongeveer 34 kilogram cocaïne, ter waarde van US$ 20 miljoen (US$ 55,6 miljoen gecorrigeerd voor inflatie); toen de autoriteiten ter plaatse kwamen, waren alle verpakkingen opengescheurd, met hun inhoud verspreid. De forensische onderzoeker van het Georgia State Crime Lab Dr. Kenneth Alonso, zei dat zijn maag "letterlijk tot de nok toe gevuld was met cocaïne"; hoewel hij schatte dat slechts 3 tot 4 gram in zijn bloedbaan was opgenomen op het moment van overlijden.
Dr. Alonso wilde het lichaam van de beer niet weggooien, dus de beer werd opgezet en overgedragen aan het Chattahoochee River National Recreation Area. Echter, de beer werd door het publiek niet meer gezien totdat het weer verscheen in een pandjeshuis. Uiteindelijk belandde de beer in de "Kentucky for Kentucky Fun Mall" in Lexington, Verenigde Staten waar het in maart 2023 nog steeds staat. Er is onduidelijkheid over de vraag of de beer in Kentucky daadwerkelijk de beer is die is overleden in Georgia, omdat deze al aan het ontbinden was; toch beweert het winkelcentrum dat het daadwerkelijk Cocaïne Bear is.
Volgens de eigenaren van de beer heeft deze bevoegdheid om wettelijk bindende huwelijken te voltrekken vanwege de huwelijkswetten van Kentucky. Deze bewering is slechts gedeeltelijk waar: de beer heeft niet de bevoegdheid om huwelijken te voltrekken, maar de staat Kentucky kan huwelijken die zijn gesloten door onbevoegde personen niet ongeldig verklaren als de partijen in de veronderstelling zijn dat de persoon die hen trouwt daartoe bevoegd is. Met andere woorden: Cocaine Bear heeft de autoriteit om wettelijk bindende huwelijken in Kentucky te voltrekken, mits het koppel denkt dat dat kan.

## Verfilming
Op 9 maart 2021 kondigde Universal Pictures de film Cocaine Bear aan, die geregisseerd zou worden door Elizabeth Banks. In deze film veroorzaakt Cocaine Bear doden, maar dit is niet gebaseerd op feitelijke gebeurtenissen. De film werd in Nederland uitgebracht op 23 februari 2023.